# Neil Kilkenny
Neil Martin Kilkenny (19 de dezembro de 1985) é um futebolista profissional australiano que atua como meia.

## Carreira
Neil Kilkenny representou a Seleção Australiana de Futebol, nas Olimpíadas de 2008 e da Copa da Ásia de 2011. 